# لئوپولد لوئی-دریفوس
لئوپولد لوئی-دریفوس (انگلیسی: Léopold Louis-Dreyfus؛ ۵ مارس ۱۸۳۳ – ۹ آوریل ۱۹۱۵) کارآفرین، دیپلمات، بازرگان و مدیر ارشد اجرایی فرانسوی است، که در سال ۱۸۵۱ شرکت لوئی دریفوس را تأسیس نمود.